# Retour à l’ordre
 Retour à l’ordre  (dt. „Rückkehr zur Ordnung“, ital. ritorno all’ordine) war eine europäische Kunstbewegung der Jahre nach dem Ersten Weltkrieg, die sich in Reaktion auf avantgardistische Tendenzen der 1900er und 1910er Jahre formierte. Unter dem Eindruck der Kriegsverheerungen lehnte sie alle nicht-gegenständliche, abstrahierende Kunst ab, insbesondere den Futurismus, der technischen Fortschritt, Dynamik, Gewalt und Krieg verherrlicht hatte. Stattdessen wurde unter Rückgriff auf das klassische Ideal einer klaren, reduzierten Formensprache ein von den Manierismen des Akademismus gereinigter und dadurch erneuerter (Neo-)Klassizismus zu etablieren versucht.
Anders als die ihr nachträglich verliehene Benennung nahezulegen scheint, war die Bewegung in den Gründungsjahren kein Sammelbecken für die konservative Gegnerschaft der Avantgarde der Vorkriegszeit. Vielmehr stand „Retour à l’ordre“ vorerst für einen Richtungswechsel, der von den Künstlern der Vorkriegsavantgarde selbst vollzogen wurde, darunter vormaligen Proponenten des Futurismus (u. a. Mario Sironi, Achille Funi), des Kubismus (Pablo Picasso), des Fauvismus (André Derain) und der Pittura metafisica (Carlo Carrà). Die Kriegserfahrung hatte in diesen Künstlern eine Umorientierung bewirkt und den Wunsch geweckt, den Kräften des Destruktiven, des Nihilismus und der Zersplitterung, die im Krieg so verheerend freigesetzt worden waren, eine bildnerisch artikulierte „Festigkeit“ entgegenzusetzen – die „plastischen Werte“ eines „idealen Realismus“.

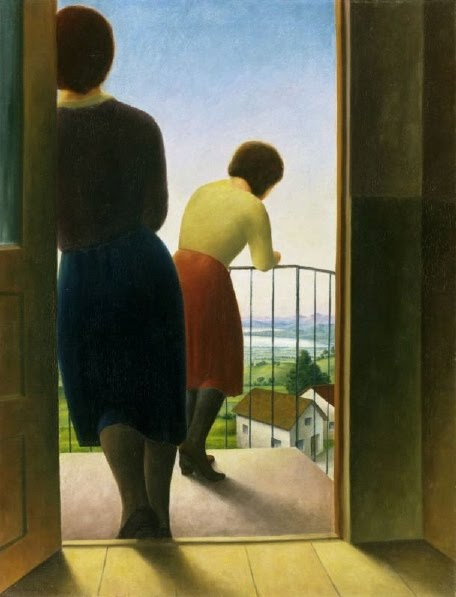
Georg Schrimpf: Auf dem Balkon (1927)

Valori Plastici (dt. „Plastische Werte“) war auch der programmatische Name jener Zeitschrift, die als Sprachrohr der Bewegung fungierte. 1918 in Rom von Mario Broglio gegründet und dort herausgegeben, erschien die Zeitschrift von Beginn an bis zu ihrer Einstellung zu Jahresende 1921 auch in französischer Sprache, da sich Paris – damals Heimat auch vieler italienischer Künstler – als fruchtbarer Boden für die Etablierung des neuen, seinem Wesen nach als klassisch „romanisch“ begriffenen Stils erwies. Gerade der italienische Strang der Bewegung betonte zunehmend die Rückbesinnung auf die eigenen, nationalen bildnerischen Traditionen, nahm die Rhetorik des Futurismus zum Teil wieder auf und betrieb eine ideologische Verengung. Im Zuge dieser Entwicklung erfolgte im Jahre 1922 auch die Gründung des Novecento italiano in Mailand, das eine antimoderne Haltung artikulierte und dem italienischen Faschismus nahestand.
Gegen Mitte der 1920er Jahre verlor das Retour à l’ordre schließlich auch einige wichtige Vertreter an den aufkommenden Surrealismus und büßte insgesamt an Einfluss ein. Wenngleich die Bewegung ihre reinste Ausformung mithin in Frankreich und Italien in den Jahren unmittelbar nach dem Ersten Weltkrieg erfahren und Mitte der 1920er Jahre bereits den Höhepunkt ihrer Wirkmächtigkeit überschritten hatte, strahlte sie noch bis in die 1940er Jahre in die gegenständliche Kunst weiter Teile Europas und darüber hinaus auch nach Nord- und Lateinamerika aus und prägte viele der mit den Attributen „neusachlich“, „neuklassisch“, „nach-expressionistisch“ und „realistisch“ bzw. „veristisch“ charakterisierten Strömungen der Zwischenkriegszeit entscheidend mit.